# Phytomyza seneciovora
Phytomyza seneciovora är en tvåvingeart som beskrevs av Spencer 1959. Phytomyza seneciovora ingår i släktet Phytomyza och familjen minerarflugor. Inga underarter finns listade i Catalogue of Life.